# هاري هود
هاري هود (بالإنجليزية: Harry Hood)‏ (3 أكتوبر 1944 بغلاسكو في المملكة المتحدة - ) هو مدرب كرة قدم ولاعب كرة قدم بريطاني في مركز الهجوم. شارك مع منتخب اسكتلندا تحت 21 سنة لكرة القدم ومنتخب اسكتلندا لكرة القدم. أما مع النوادي، فقد لعب مع كوين أوف ساوث ونادي سلتيك ونادي سندرلاند ونادي ماذرويل ونادي كلايد وسان أنطونيو ثاندر ورابطة كرة القدم الاسكتلندية الحادية عشر ‏.

## وصلات خارجية
- هاري هود على موقع قاعدة بيانات كرة القدم.إي يو (الإنجليزية)